# Amderma
Amderma (en russe : Амдерма), est un village du district de Zapolyarny en Nénétsie, en Russie, situé sur la côte de la mer de Kara, près de l'île Vaïgatch. 

## Histoire
Anderma est fondé en juillet 1933 dans le cadre du développement d'un gisement de fluorine qui y a été découvert en 1932. Le nom du lieu dérive de celui de la rivière et de la lagune. Dans la langue Nenets, il signifie « lieu de repos pour les morses ». En 1936, le lieu obtient le statut d'établissement de type urbain.
Après la guerre germano-soviétique et la découverte d'autres gisements mieux situés, la mine est fermée et Amderma devient l'une des bases logistiques pour le développement de l'Arctique soviétique. À partir de 1940, elle devient également le siège administratif d'un district du même nom jusqu'à ce que la division du district autonome soit abandonnée en 1959.
Dans les années 1980, l'extraction de la fluorine reprend brièvement et dans les années 1990, l'extraction de matériaux de construction (gravier) est également envisagée. Cependant, après l'effondrement de l'Union soviétique, toute exploitation minière est abandonnée en raison de sa non-rentabilité, due à l'emplacement de l'endroit, très éloigné des consommateurs potentiels et dans des conditions climatiques difficiles. En 1993, les troupes de défense aérienne stationnées à Amderma sont retirées et en 1995 un laboratoire local de recherche sur les sols de pergélisol est fermé. Puis, en 1998 c'est au tour de la base d'approvisionnement pour la navigation sur la route maritime du Nord (Torgmortrans) et en 2000 de l'entreprise de construction locale (Amdermastroi) d'être supprimés. La population chuté alors de près de 90 % entre 1989 et 2002 et continue depuis à décliner.
En 2009, dans le cadre d'une réforme administrative, le statut d'établissement de type urbain est retiré ; Amderma est depuis lors une colonie rurale. Une perspective pour ce lieu est vue dans le développement des réserves de pétrole et de gaz jusqu'alors inutilisées dans la partie nord de la région de Timan-Petchora.